# Frank McCoppin
Frank McCoppin (Contea di Longford, 4 luglio 1834 – San Francisco, 26 maggio 1897) è stato un politico statunitense, 12° sindaco di San Francisco.